# Aeroportul Brus Laguna
Aeroportul Brus Laguna (IATA: BHG, ICAO: MHBL) este un aeroport din Gracias a Dios, Honduras ce deservește zona Brus Laguna⁠(d). A fost numit după zona deservită.
Situat la o altitudine de 6 m, aeroportul dispune de o singură pistă.